# Лимонка (почтовая марка)
«Лимонка» — филателистическое название почтовой марки СССР из первого стандартного выпуска («Золотой стандарт»), которая была выпущена в 1925 году  (ЦФА [АО «Марка»] #136; Mi #253IA). Является одной из самых редких почтовых марок СССР, особенно в негашёном виде.

## Описание
На марке лимонно-жёлтого цвета (отсюда название «Лимонка») изображён крестьянин (рисунок со скульптуры Ивана Шадра). Номинал — 15 копеек золотом, рамочная зубцовка 14:14½, высокая типографская печать на бумаге без водяного знака.

## История
«Лимонка» входит в один из выпусков «Золотого стандарта», состоявшего из марок двадцати номиналов (от 1 копейки до 5 рублей). При изготовлении марки номиналом 15 копеек («Лимонки») перфорационный станок пришёл в негодность, хотя остальные номиналы были напечатаны в полном объёме. Чтобы не срывать поставки почтовых марок, руководство Гознака приняло решение отправить эту партию в срок, не дожидаясь допечатывания 15-копеечной марки. Вследствие того, что тираж «Лимонки» оказался очень малым, а данный выпуск предназначался для отправки в отдалённые регионы СССР, в которых было очень мало распространено коллекционирование почтовых марок, практически все 15-копеечные марки были использованы по назначению. Поэтому «Лимонка» сейчас считается редкой маркой, особенно не прошедшая почту (негашёная).